# Лесное (озеро, Северная Америка)
Лесное (англ. Lake of the Woods) — озеро в Северной Америке. Находится западнее Великих озёр на границе Канады (провинции Манитоба и Онтарио) и США (штат Миннесота). Занимает 7 место по площади среди озёр США. Воды озера отделяют Миннесоту от Северо-Западного Угла — небольшой территории, примыкающей к Канаде и являющейся самой северной точкой Континентальных штатов.
Площадь озера — 4350 км² (из них 3149 км² — канадские воды), водное зеркало расположено на высоте 323 м над уровнем моря. Береговая линия сильно изрезана, её длина достигает 105000 км и считается наибольшей среди озёр Канады. На озере — более 14 тысяч островов, самые крупные из которых Биг-Айленд, Бигсби и Фалкон. Большой полуостров Aulneau Peninsula, выступающий в озеро с восточного берега, делит его на северную и южную часть. Песчаный, низкий и ровный южный берег озера резко контрастирует с гранитным северным побережьем, которое изрезано бесчисленными заливами, изобилует протоками, полуостровами и островами. На северном берегу озера расположен город Кенора.
Основное питание озеро получает с юга от реки Рейни-Ривер, а также с запада от озёр Какаги, Драйбери и многих других. Сток из северной оконечности озера на северо-запад по реке Виннипег в одноимённое озеро.
Геологически озеро представляет собой остатки большого приледникового озера Агассис. Юго-восточнее расположено озеро Верхнее системы Великих озёр, но между ними проходит водораздел бассейнов Атлантики и Арктики.
На берегах озера гнездуются такие птицы как зуёк-трубач (Charadrius melodus) и американский белый пеликан. Также в районе озера обитает несколько сотен гнездящихся пар белоголовых орланов. Специализация в любительском рыболовстве — судак, северная щука, большеротый и малоротый окунь. Также ловится озёрная форель и жёлтый окунь.